# Mozena obesa
Mozena obesa är en insektsart som beskrevs av Montandon 1899. Mozena obesa ingår i släktet Mozena och familjen bredkantskinnbaggar. Inga underarter finns listade i Catalogue of Life.